# Naturpark Fichtelgebirge

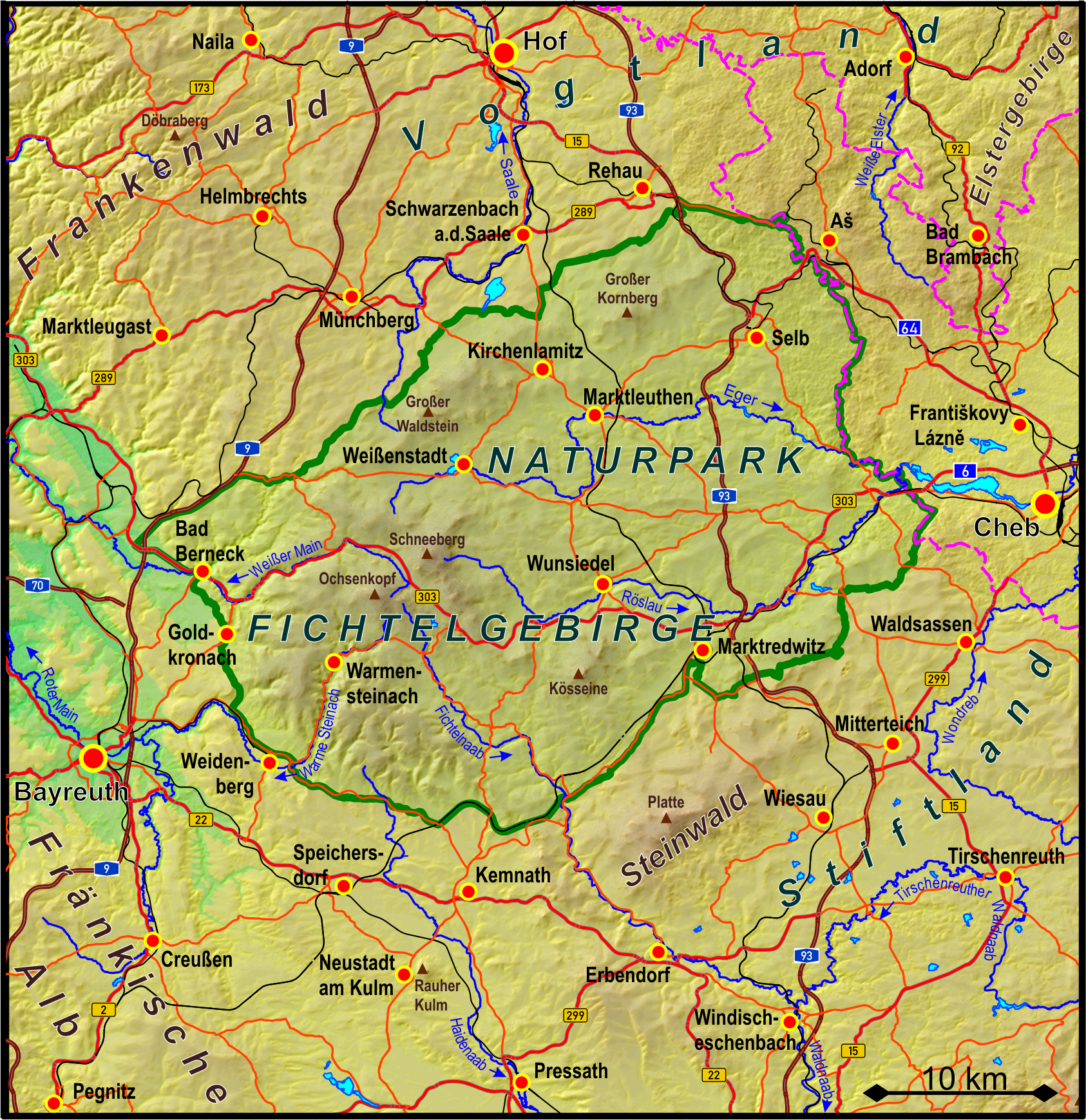
Lage und Topografie des Naturparks Fichtelgebirge

Der Naturpark Fichtelgebirge wurde im Jahre 1971 gegründet und liegt im Dreiländereck Sachsen, Tschechien und Bayern und ist 1011 km² groß. Er wird durch den Verein Naturpark Fichtelgebirge e. V. in Wunsiedel erhalten.

## Landschaft
Das Fichtelgebirge mit seinen ausgedehnten Wald- und Weidegebieten liegt im Schnittpunkt von Thüringer Wald, Frankenwald, Oberpfälzer Wald und Erzgebirge. Es ist die Hauptwasserscheide Deutschlands und Quellgebiet des Mains, der Saale, der Eger und der Naab. Die höchsten Erhebungen sind der Schneeberg (1053 m) und der Ochsenkopf (1024 m). Hauptorte sind Wunsiedel und Marktredwitz.

## Freizeit
Sportmöglichkeiten sind Wandern, Klettern, Schwimmen, Radfahren und Mountainbiking, im Winter auch Skifahren, Langlauf, Rodeln und Eislaufen.

## Naturpark-Informationsstellen
Es bestehen folgende Informationsstellen:
- Freilandmuseum Grassemann
  - Waldnutzung, Leben auf den Einfirsthof, Sonderausstellungen, themenspezifische Veranstaltungen
  - Grassemann 3, 95485 Warmensteinach
- Infoscheune Bad Weißenstadt
  - Wasser – Quelle des Lebens
  - Bayreuther Straße, 95163 Bad Weißenstadt
- Bergwerksinformationsstelle „Kleiner Johannes“
  - Bergbau und Geologie
  - Altes Bergwerk 1, 95659 Arzberg
- Schausteinbruch Häuselloh
  - Gewinnung und Verarbeitung von Granit, Europäische Natur- und Kulturlandschaft Häuselloh e. V
  - Weiterführung Häusellohweg, 95100 Selb
- Infostelle Zell im Oberfränkischen Bauernhofmuseum Kleinlosnitz
  - Oberfränkisches Bauernhofmuseum, Sonderausstellungen
  - Kleinlosnitz 5, 95239 Zell im Fichtelgebirge
- Infostelle und Granitlabyrinth Kirchenlamitz
  - Geologie, Bergbau und Sonderausstellungen
  - Buchhaus 3, 95158 Kirchenlamitz
- Hammerschloss und Teiche Leupoldsdorf
  - Geschichte des Hammerwerks Leupoldsdorf, der Wasserkraftnutzung und der Metallverarbeitung, Sonderausstellungen
  - Torhaus des Hammerschlosses, Schlossallee, 95709 Tröstau-Leupoldsdorf

## Fotos

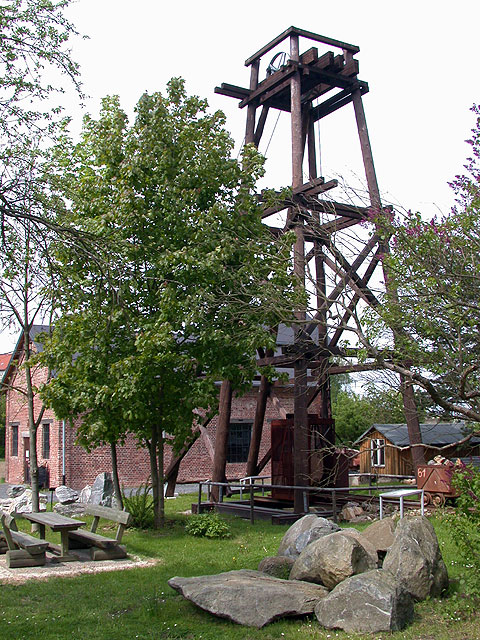
Die Infostelle „Bergbau und Geologie“ in Arzberg
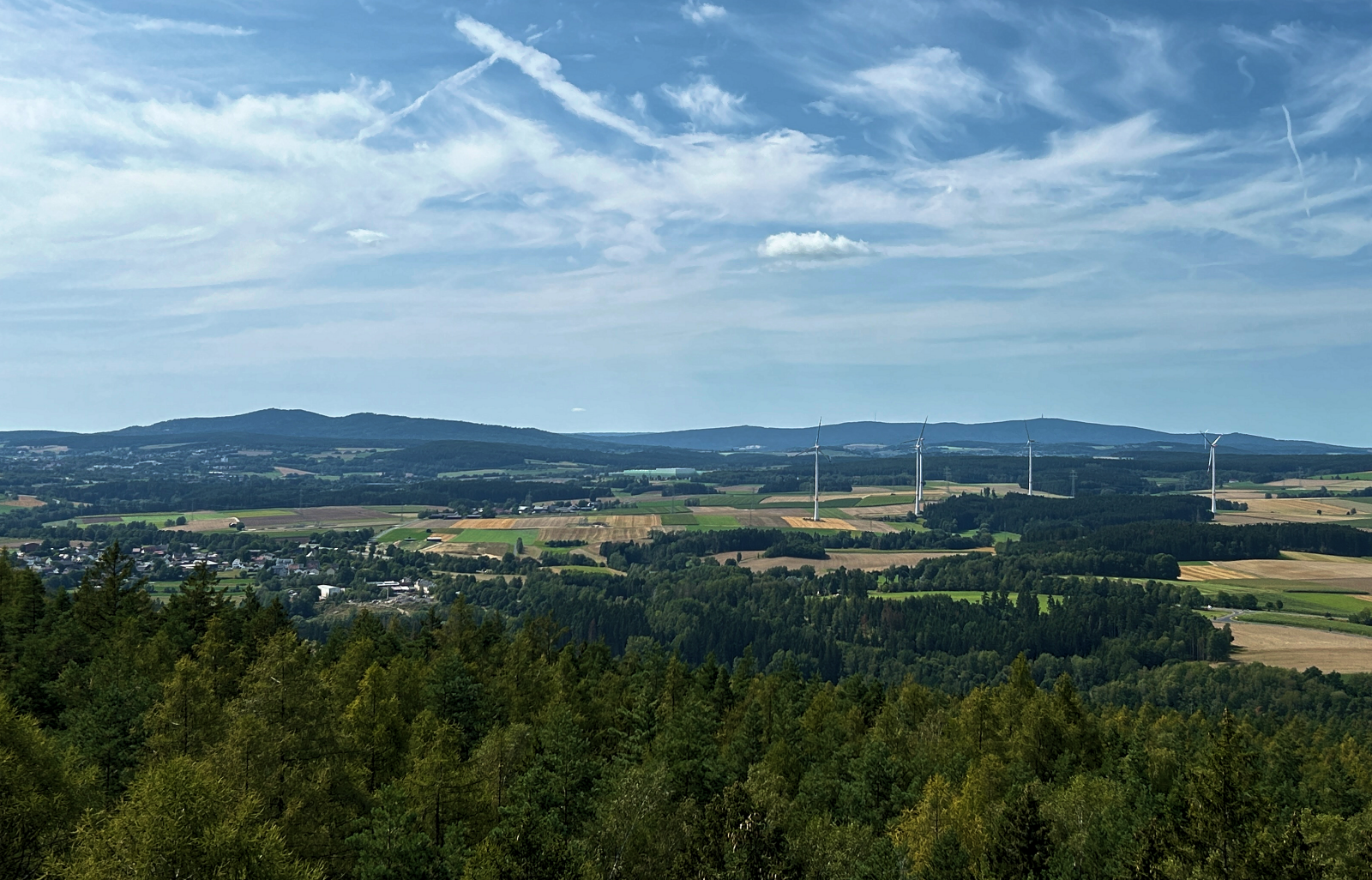
Blick vom Kohlberg nach Westen mit Kösseine, Ochsenkopf und Schneeberg (v. l. n. r.)